# عقرب سوطي كبير
عقرب سوطي كبير (الاسم العلمي: Thelyphonus grandis) هي نوع من العنكبوتيات يتبع جنس العقرب السوطي من الفصيلة العقارب السوطية [إخفاق التحقق][إخفاق التحقق] .